# Pierre Claude Petiet
Pour les autres membres de la famille, voir Petiet.
Pierre Claude Petiet né le 24 juillet 1770 à Châtillon-sur-Seine et mort le 20 décembre 1849 à Limoux, est un adjudant-général du Premier Empire.

## Biographie
Comme Masséna, Pierre-Claude Petiet avait été destiné à l'état ecclésiastique. Les événements de 1789 lui firent prendre la carrière des armes.
C'est au régiment d'Anjou, devenu le 36e de ligne, qu'il se lie d'amitié avec Bernadotte, auquel de si hautes destinées étaient réservées. L'empereur Napoléon Ier n'aimait pas Bernadotte, et il y a donc lieu de croire que l'intimité de Pierre Claude Petiet avec le futur roi de Suède lui fut plus nuisible que profitable; il en fut de même de son attachement pour le général Moreau, sous les ordres duquel il servit, en l'an VIII, à l'armée du Rhin.
En effet, adjudant-général dès l'an VII, Pierre Claude Petiet, qui fit partie de l'état-major du major général prince Berthier, avec qui il fit les campagnes d'Austerlitz, d'Iéna, d'Eylau, de Friedland, était, à la chute de l'Empire le doyen de son grade, n'ayant pu parvenir à celui de général de brigade ; il obtint  le titre de chevalier le 2 novembre 1810 au Palais de Fontainebleau (puis par décret impérial celui de baron d'empire 4 ans plus tard) . À cette occasion, on lui offre la possibilité de porter en tous lieux les armoiries présents dans l'acte signé le dit jour de Napoléon et Cambacérés à savoir : Tiercé en fasce d'or, de gueules et d'argent : l'or à deux molettes de gueules ; le gueules au signe des chevaliers légionnaires ; l'argent au sautoir d'azur chargé de deux épées croisées d'or ; pour livrées : les couleurs de l'écu. (Archives Nationales côte : BB/29/972 page 244) 
En 1815, l'adjudant-commandant Petiet était chef d'état-major de la 7e division militaire que commandait le général Marchand. Lorsque Napoléon se présenta devant Grenoble, le général et son chef d'état-major furent les seuls qui ne reçurent pas pouvoir de se placer dans les rangs de la petite armée que grossirent tous les corps de la garnison.
Il a été fait Baron de l'Empire par décret impérial du 17 janvier 1814.
Petiet fut fait maréchal de camp (général de brigade) à titre honorifique le 27 mars 1822.
La petite-fille de Pierre-Claude, Marie Petiet fut une peintre portraitiste reconnue du XIXe, dont une grande partie des œuvres est exposée à Limoux, dans le musée du même nom.